# Benteng (Sungai Batang)
Benteng is een bestuurslaag in het regentschap Indragiri Hilir van de provincie Riau, Indonesië. Benteng telt 2598 inwoners (volkstelling 2010).